# Jardin public de Cognac
Le jardin public de Cognac, situé dans le centre-ville de Cognac dans le département de la Charente (France), est un des rares jardins à l'anglaise classés ouverts au public. Il est le résultat du mariage des deux jardins de deux propriétés contiguës et abrite l'hôtel de ville et le musée d'Art et d'Histoire.

## Historique

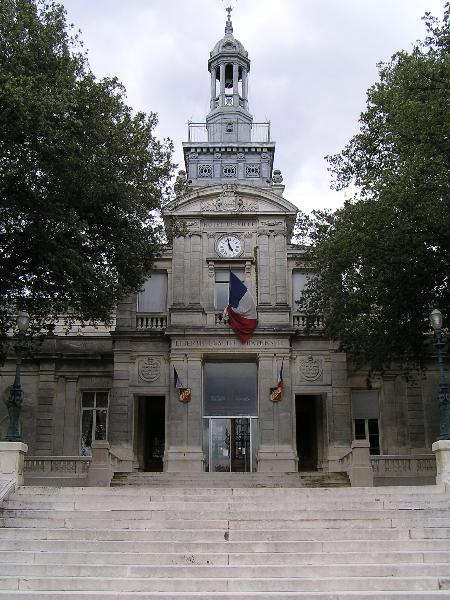
L'hôtel Otard de la Grange.

L'hôtel Otard de la Grange est acheté en 1889, et l'hôtel de ville y emménage en 1892. L'architecte Alfred Leroux réaménage le bâtiment et lui ajoute son campanile et son escalier monumental. Le paysagiste Édouard André redessine le parc en jardin creux avec perspectives et plan d'eau.
L'hôtel Dupuy d'Angeac est acheté en 1921 et devient le musée. Antoine Raymond Clavery est chargé de l'aménagement. Il crée le théâtre de la nature en tirant parti du vallonnement naturel  et réussit le mariage des deux jardins en conservant le style d'Édouard André, avec cependant dans cette partie des allées plus étroites et aucune nouvelle grande perspective.

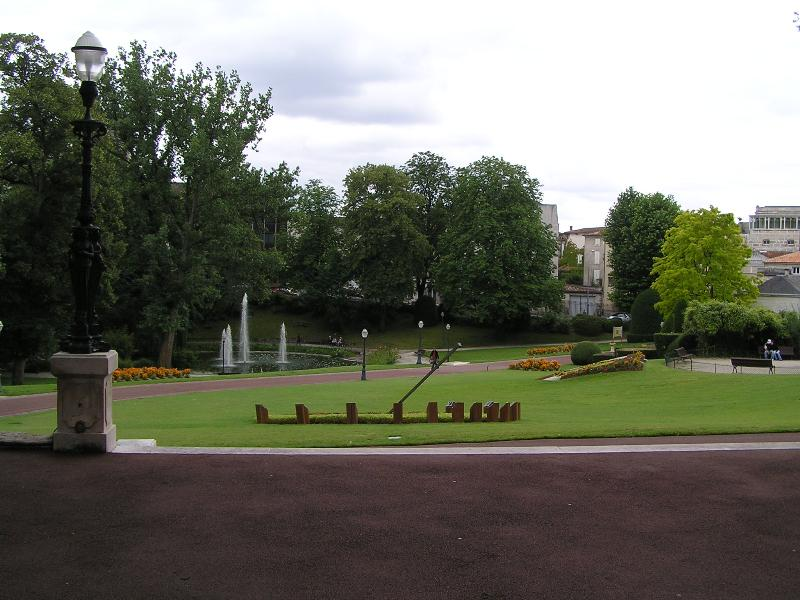
Le jardin vu de l'hôtel de ville

En 1944 le jardin est inscrit partiellement monument historique, c'est-à-dire son pavillon gothique.
La tempête de 1999 abat 288 arbres sur les 720. C'est l'occasion d'une réhabilitation sous la direction de l'architecte paysagiste Jean-François Galinet, qui reprend les plans d'Antoine Raymond Clavery et d'Édouard André.

## Description
Sa superficie est de sept hectares. Il est situé dans le centre-ville, en grande partie visible depuis les rues qui le longent car enclos de grilles. Depuis l'entrée principale, la vue porte sur une vaste perspective vallonnée jusqu'à l'escalier monumental de l'hôtel de ville. Sur la droite, canards et cygnes nagent sur le plan d'eau en contrebas, dans le prolongement d'un lacis de fausses rivières et cascades.
La roseraie borde un des côtés du jardin avec une pergola adossée au mur d'enceinte qui de ce côté le sépare de maisons mitoyennes. Comme tous les grands jardins de ce style, il comporte des fabriques :

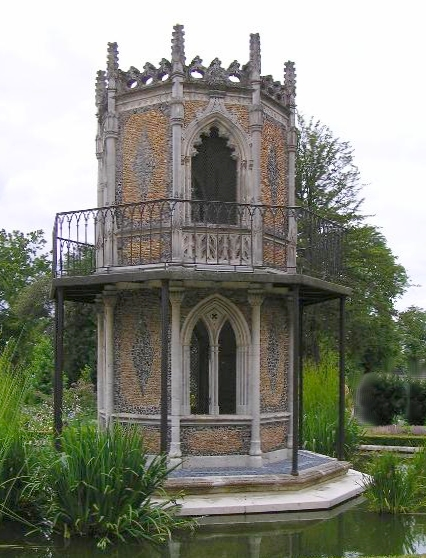
Le pavillon gothique
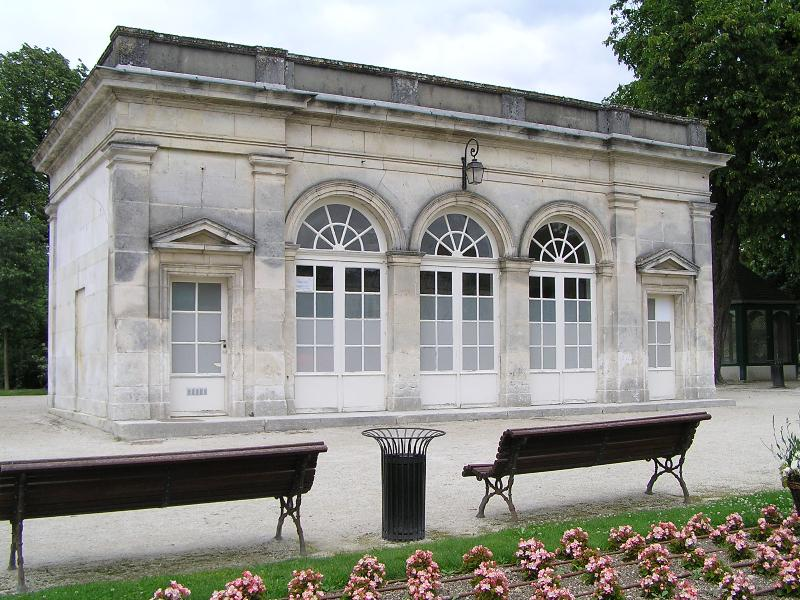
L'orangerie
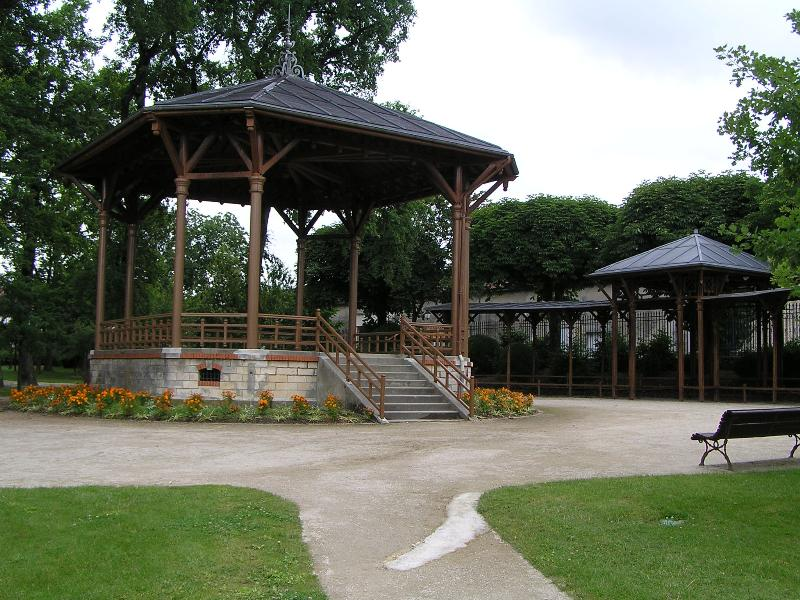
Kiosque à musique
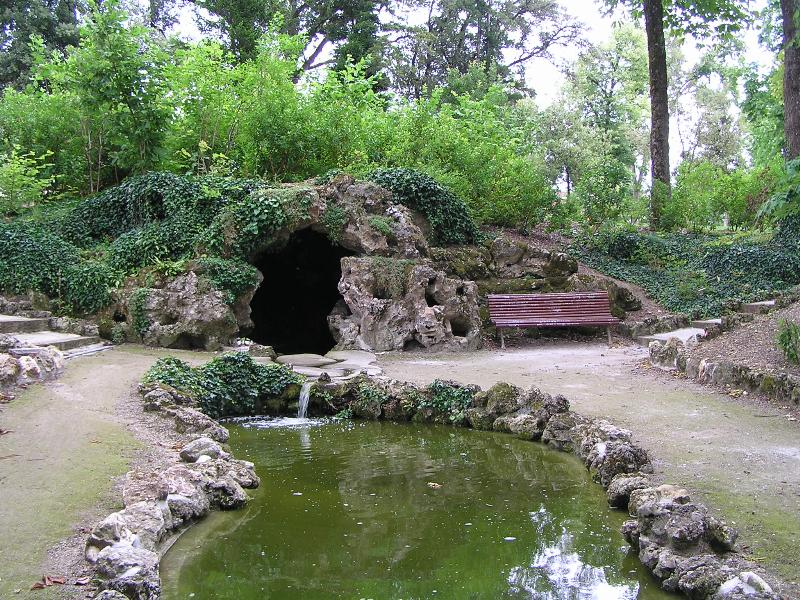
Grotte et "source"

- la tour gothique (ou pavillon gothique), bâtie en 1835, remarquable par l'association de matériaux et de couleurs, au centre d'un petit bassin, inscrite à l'inventaire supplémentaire des monuments historiques[2],
- l'orangerie, de style Malmaison,
- les grottes et les cascades « à l'antique », avec une imitation de la nature par des troncs d'arbre en mortier moulé pour construire les ponts et les marches des escaliers.
- le kiosque à musique.

Le théâtre de la nature, proche du musée a été mis en place en se servant d'un vallonnement prééxistant. On y accède lors de concerts par la cour du musée, cour carrée très sobre (dont a été déménagé le monument aux morts), ce qui met en valeur les bâtiments qui l'entourent sur trois côtés.
Une statue de la poétesse azerbaïdjanaise Mahsati Gandjavi due au sculpteur Ali Salabh y a été inaugurée en 2016,.

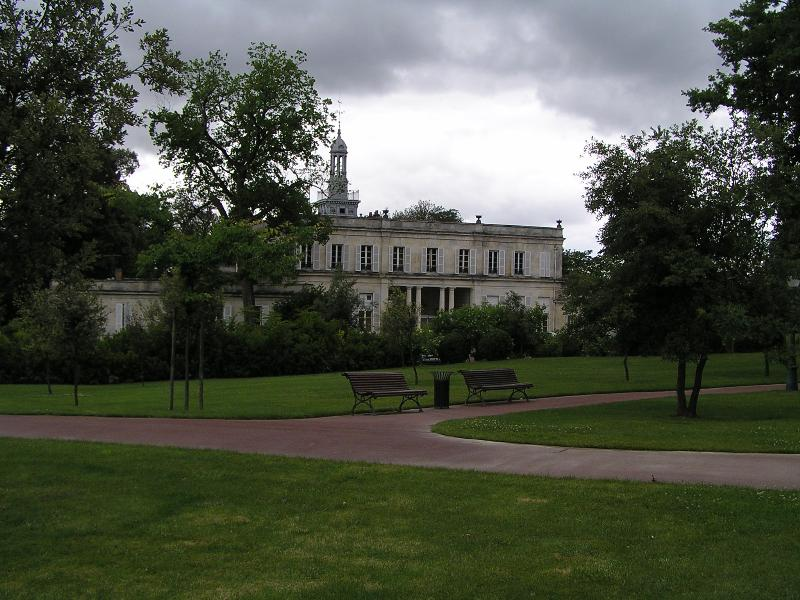
L'arrière de l'hôtel de ville vu depuis le jardin
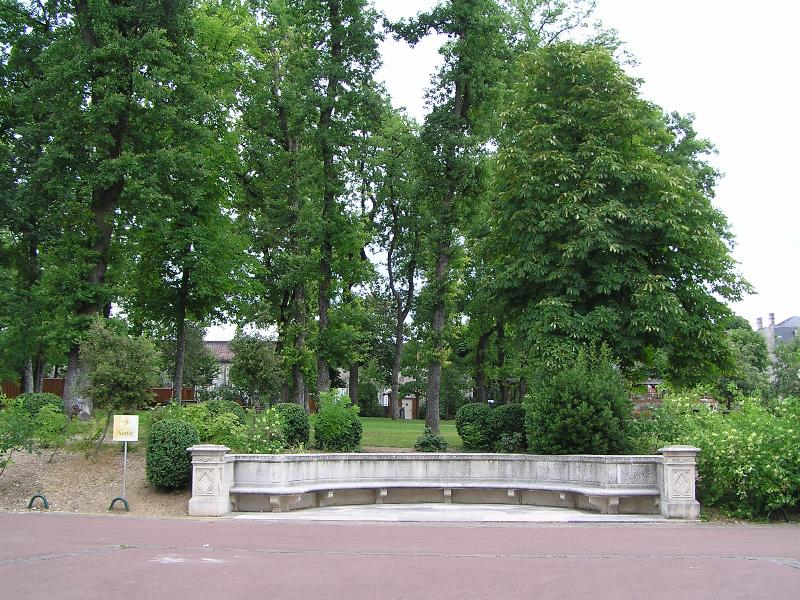
Vue du jardin depuis l'arrière de l'hôtel de ville
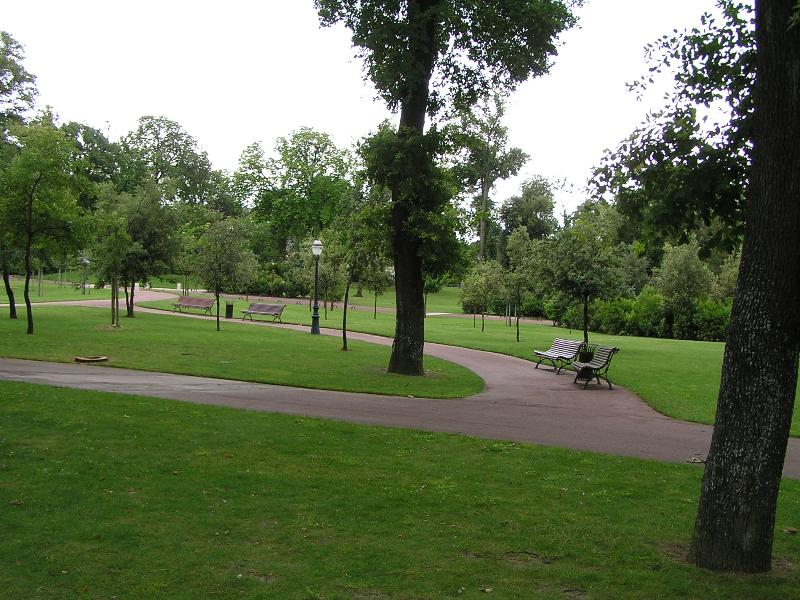
Vallonnement
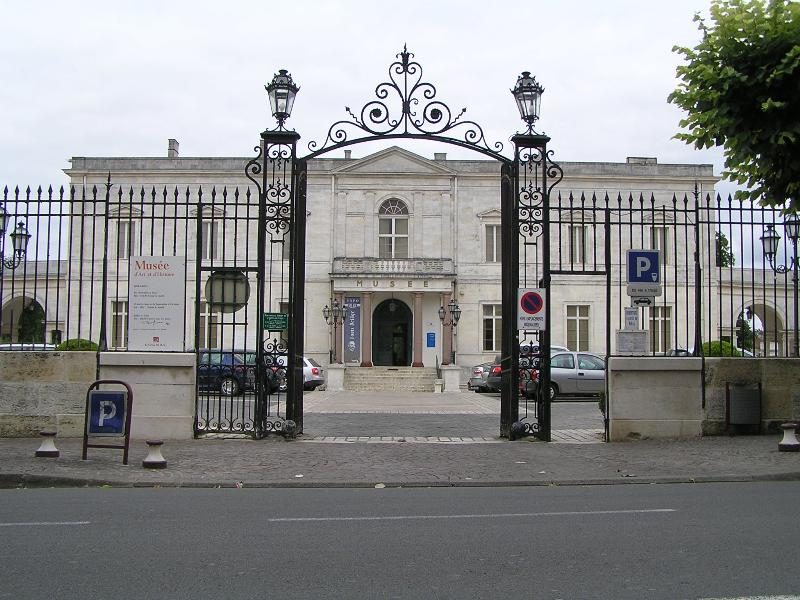
L'hôtel Dupuy d'Angeac, le musée
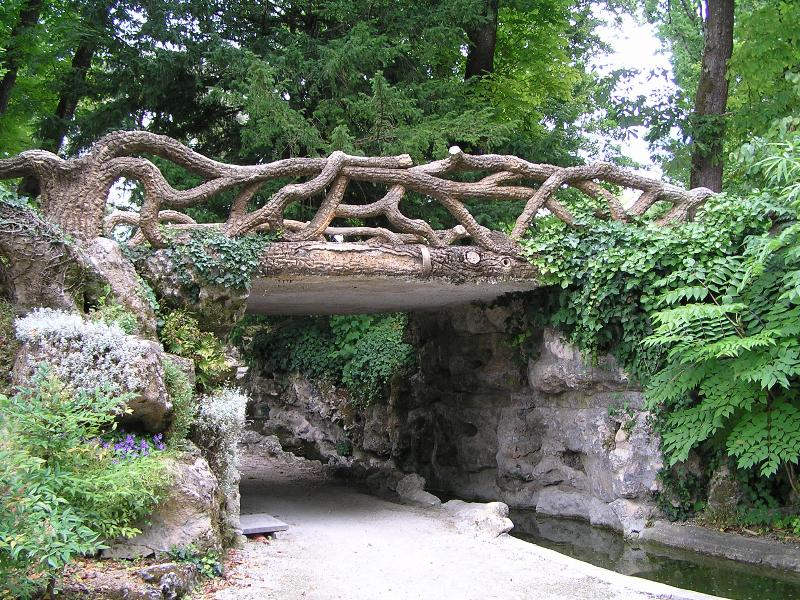
Pont romantique
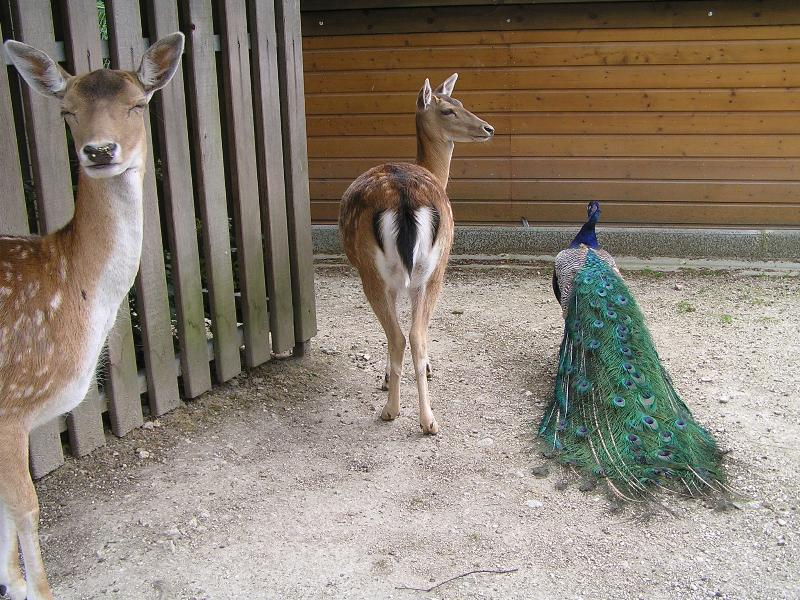
Animalerie
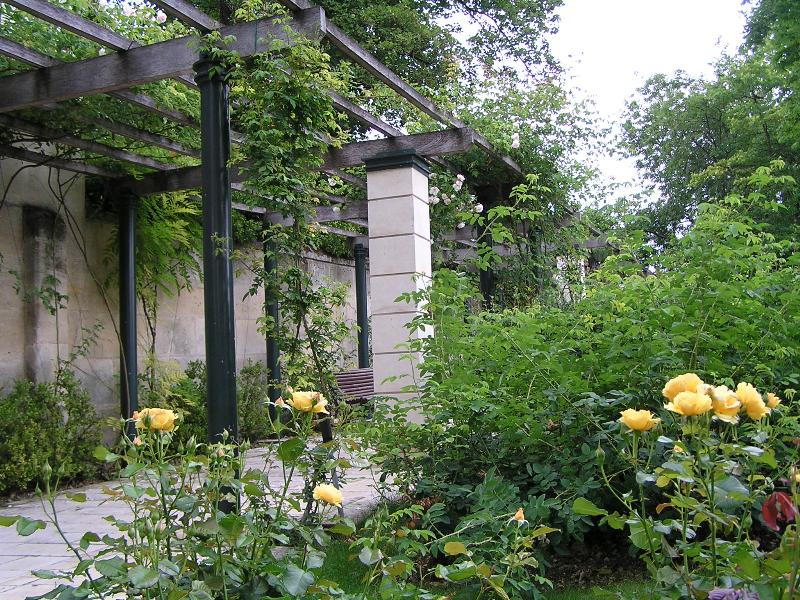
Pergola de la roseraie
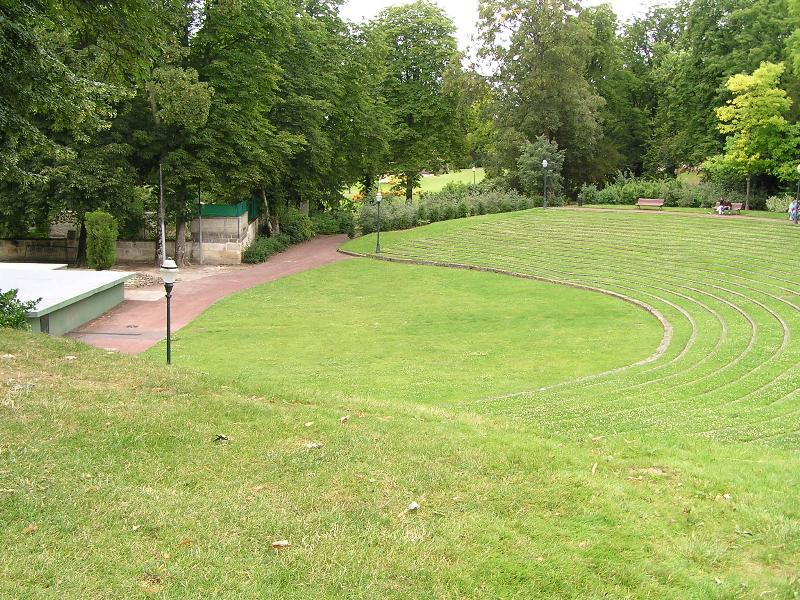
Théâtre de la nature
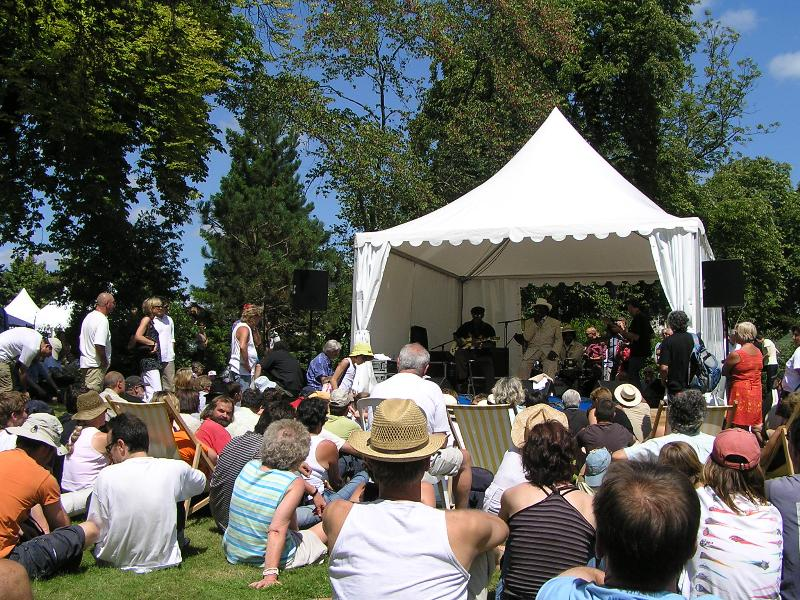
Blues passions 2007 Big George Brock
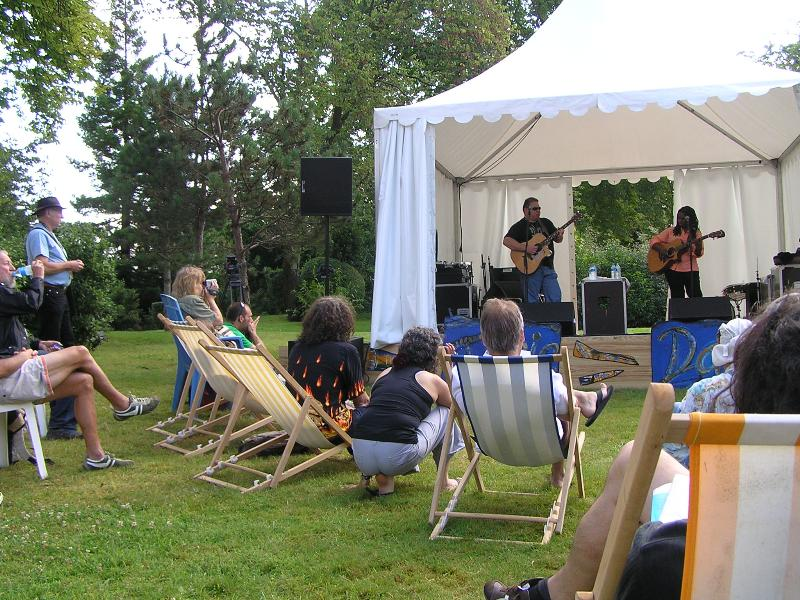
Blues passions 2007 Ruthie Foster